# Іконово
Іконово (рос. Иконово) — присілок у Кіриському районі Ленінградської області Російської Федерації.
Населення становить 23 особи. Належить до муніципального утворення Пчевське сільське поселення.

## Історія
Згідно із законом від 1 вересня 2004 року № 49-оз органом  місцевого самоврядування є Пчевське сільське поселення.

## Населення
| 1838 | 1862 | 1885 | 1928 | 1965 | 1997 | 2002 |
| ---- | ---- | ---- | ---- | ---- | ---- | ---- |
| 108  | ↗141 | ↗166 | ↗230 | ↘131 | ↘40  | ↘27  |
| 2007 | 2010 | 2017 |      |      |      |      |
| ↗43  | ↘27  | ↘23  |      |      |      |      |